# Ninjas in Pyjamas
Ninjas in Pyjamas (NiP) je švédská profesionální eSportová organizace. V současné době má organizace sekci Counter-Strike: Global Offensive a League of Legends. NiP měli největší úspěch od založení v roce 2000 až do rozpadu v roce 2007. Jeden z hráčů byl Emil "HeatoN" Christensen, který se později stal managerem organizace. V roce 2012 byl tým obnoven s Counter-Strike: Global Offensive sekcí po vydání hry. V CSGO týmu se nacházeli bývalí hráči fnatic Patrik "f0rest" Lindberg a Christopher "GeT_RiGhT" Alesund. NiP měli také Overwatch a Dota 2 sekci.

## Historie
Ninjas in Pyjamas byli založeni v červnu roku 2000, ale ustáleni v roce 2001 po změnách sestavy a jmen.
Největší úspěch byla výhra Cyberathlete Professional League World Championships po velmi těžkém finále s týmem X3. Ninjas in Pyjamas usilovali o nalezení sponzora, a výsledkem se připojili do prominentní organizace SK Gaming. V SK pokračovali ve svém úspěchu. Peníze z výher v roce 2003 činily přibližně 170.000 dolarů.
Emil Christensen s Tommy 'Potti' Ingemarssonem společně s jednateli Peter Hedlundem a Victorem Lindqvistem obnovili NiP jako švédskou akciovou společnost. V roce 2005, kvůli problémům s SK, NiP pokračovali v účasti na mezinárodních turnajích. Podepsali několik největších sponzorských dohod na scéně. Tým měl na svých webových stránkách kolem 100.000 členů v Evropě během prvních dvou let a byl to první neasijský tým, který vstoupil na asijský trh. Během šestí měsíců měli kolem 90.000 členů na asijské webové stránce. Tým byl největší otevřený odpůrce změny z originálního Counter-Striku na novější verzi Counter-Strike: Source.
3. listopadu 2015 Richard Lewis napsal článek na Breitbart.com, v němž prohlašoval, že NiP dluží své Counter-Strike: Global Offensive sekci peníze za výhry v předchozích turnajích. Od napsání článku organizace obdržela masivní nápor komunity, která se snažila podpořit hráče a vyvíjeli tlak, aby přiznali pravdu a dali hráčům jejich získané výhry. Ninjas in Pyjamas rychle vydali prohlášení, v němž se uvádí, že tvrzení ze strany Richarda Lewise je falešné a hráči jsou řádně placení.
Partneři organizace: Betway, Asus ROG, Kinguin, Faceit, Netgear, NOCCO, Twitch, DXRacer
Celkový příjem organizace: $1,919,607

## Hráči

### Counter-Strike: Global Offensive

#### Sestava
| Národnost | Přezdívka | Jméno                   | Věk | Datum vstupu |
| --------- | --------- | ----------------------- | --- | ------------ |
| Hráči     |           |                         |     |              |
| Dánsko    | dev1ce    | Nicolai Reedtz          | 26  | 23.4. 2021   |
| Dánsko    | es3tag    | Patrik Hansen           | 26  | 17.11. 2021  |
| Švédsko   | Plopski   | Nicolas Gonzalez Zamora | 19  | 19.6. 2019   |
| Švédsko   | Hampus    | Hampus Poser (IGL)      | 23  | 19.5. 2020   |
| Švédsko   | REZ       | Fredrik Sterner         | 27  | 12. 6. 2017  |
| Trenér    |           |                         |     |              |
| Švédsko   | djL       | Daniel Narancic         | 28  | 14.1 2022    |

#### Bývalí hráči
| Národnost           | Přezdívka       | Jméno              | Příchod do týmu | Odchod z týmu |
| ------------------- | --------------- | ------------------ | --------------- | ------------- |
| Švédsko             | friberg         | Adam Friberg       | 10. 8. 2012     | 12. 6. 2017   |
| Švédsko             | pyth            | Jacob Mourujärvi   | 29. 12. 2015    | 19. 5. 2017   |
| Finsko              | allu            | Aleksi Jalli       | 24. 2. 2015     | 7. 12. 2015   |
| Finsko              | natu (trenér)   | Joona Leppänen     | 27. 4. 2015     | 28. 8. 2015   |
| Bosna a Hercegovina | pita (trenér)   | Faruk Pita         | 13. 8. 2014     | 27. 4. 2015   |
| Švédsko             | Maikelele       | Mikail Bill        | 4. 11. 2014     | 18. 3. 2015   |
| Švédsko             | Fifflaren       | Robin Johansson    | 10. 8. 2012     | 3. 11. 2014   |
| Švédsko             | Xizt            | Richard Landström  | 10. 8. 2012     | 13.2.2018     |
| Švédsko             | nawwk           | Tim Jonasson       | 21.1. 2020      | 16.12. 2021   |
| Švédsko             | THREAT (trenér) | Björn Pers         | 6.1. 2020       | 16.12. 2021   |
| Švédsko             | twist           | Simon Eliasson     | 27.9. 2019      | 9.2. 2021     |
| Švédsko             | lekr0           | Jonas Olofsson     | 5.6. 2018       | 21.8. 2020    |
| Švédsko             | F0rest          | Patrik Lindberg    | 10.8. 2012      | 21.1 2020     |
| Švédsko             | GeT_RiGhT       | Cristopher Alesund | 10.8. 2012      | 26.9. 2019    |
| Švédsko             | Dennis          | Dennis Edman       | 13.2. 2018      | 5.7. 2019     |

### Overwatch

#### Bývalá Overwatch sekce
| Národnost | Přezdívka | Jméno            | Věk | Datum vstupu |
| --------- | --------- | ---------------- | --- | ------------ |
| Finsko    | mafu      | Lauri Rasi       | 35  | 2. 8. 2016   |
| Finsko    | hymzi     | Kalle Honkala    | 36  | 2. 8. 2016   |
| Finsko    | kyynel    | Antti Kinnunen   | 41  | 2. 8. 2016   |
| Finsko    | zappis    | Joonas Alakurtti | 35  | 2. 8. 2016   |
| Finsko    | fragi     | Joona Laine      | 34  | 2. 8. 2016   |
| Finsko    | zuppehw   | Aleksi Kuntsi    | 28  | 10. 10. 2016 |

### League of Legends

#### Soupiska
| Národnost   | Přezdívka | Jméno              | Věk     | Datum vstupu |
| ----------- | --------- | ------------------ | ------- | ------------ |
| Jižní Korea | Profit    | Kim Joon-hyung     | Neznámý | 24. 5. 2017  |
| Nizozemsko  | Shook     | Ilyas Hartsema     | Neznámý | 24. 5. 2017  |
| Jižní Korea | Nagne     | Kim Sang-moon      | Neznámý | 24. 5. 2017  |
| Estonsko    | HeaQ      | Martin Kordmaa     | Neznámý | 24. 5. 2017  |
| Švédsko     | Sprattel  | Hampus Abrahamsson | Neznámý | 24. 5. 2017  |

### Dota 2

#### Bývalá Dota 2 sekce
| Národnost | Přezdívka | Jméno           | Věk     | Datum vstupu |
| --------- | --------- | --------------- | ------- | ------------ |
| Švédsko   | Era       | Adrian Kryeziu  | Neznámý | 25. 1. 2017  |
| Německo   | qojqva    | Max Bröcker     | Neznámý | 25. 1. 2017  |
| Finsko    | Trixi     | Kalle Saarinen  | Neznámý | 25. 1. 2017  |
| Německo   | H4nn1     | Kai Handbückers | Neznámý | 25. 1. 2017  |
| Dánsko    | syndereN  | Troels Nielsen  | Neznámý | 25. 1. 2017  |

#### Bývalí hráči
- Adrian "Era" Kryeziu
- Linus "Limmp" Blomdin
- Jonas "jonassomfan" Lindholm
- Simon "Handsken" Haag
- Elias "Sealkind" Merta
- Rasmus "Chessie" Blondin

## Výsledky týmu na turnajích

### Counter-Strike
- 1st CPL Dallas, 2000[10]
- 1st CPL London, 2001[10]
- 1st CPL Berlin, 2001[10]
- 1st CPL World, 2001[10]
- 10th CPL china 2004[10]
- 2nd World Cyber Games 2006[11]

### Counter-Strike: Global Offensive
(Tučné zvýraznění značí turnaj kategorie Major)

#### Major
Výsledky Ninjas in Pyjamas na turnajích kategorie Major
| Název                           | Místo konání    | Trvání                        | Kvalifikace                        | Group Stage           | Playoff         |
| ------------------------------- | --------------- | ----------------------------- | ---------------------------------- | --------------------- | --------------- |
| DreamHack Winter 2013           | Jönköping       | 28.-30. listopadu 2013        | Kvalifikace nebyly součástí Majoru | Skupina B – 1. místo  | 2. místo        |
| EMS One: Katowice 2014          | Katovice        | 13.-16. března 2014           | Kvalifikace nebyly součástí Majoru | Skupina B – 1. místo  | 2. místo        |
| ESL One: Cologne 2014           | Kolín nad Rýnem | 14.-17. srpna 2014            | Kvalifikace nebyly součástí Majoru | Skupina A – 2. místo  | 1. místo        |
| DreamHack Winter 2014           | Jönköping       | 27.-29. listopadu 2014        | Kvalifikace nebyly součástí Majoru | Skupina C – 2. místo  | 2. místo        |
| ESL One: Katowice 2015          | Katovice        | 12.-15. března 2015           | Kvalifikace nebyly součástí Majoru | Skupina C – 1. místo  | 2. místo        |
| ESL One: Cologne 2015           | Kolín nad Rýnem | 20.-23. srpna 2015            | Kvalifikace nebyly součástí Majoru | Skupina C2 – 1. místo | Čtvrtfinále     |
| DreamHack Open Cluj-Napoca 2015 | Kluž            | 28. října – 1. listopadu 2015 | Kvalifikace nebyly součástí Majoru | Skupina C – 2. místo  | 3. místo        |
| MLG Columbus 2016               | Columbus        | 29. března – 3. dubna 2016    | Kvalifikace nebyly součástí Majoru | Skupina A – 2. místo  | Čtvrtfinále     |
| ESL One: Cologne 2016           | Kolín nad Rýnem | 5.-10. července 2016          | Kvalifikace nebyly součástí Majoru | Skupina B – 3. místo  | —               |
| ELEAGUE Major 2017              | Atlanta         | 22.-29. ledna 2017            | Kvalifikace nebyly součástí Majoru | —                     | —               |
| PGL Major Kraków 2017           | Krakov          | 16.-23. července 2017         | Kvalifikace nebyly součástí Majoru | —                     | —               |
| Název                           | Místo konání    | Trvání                        | Challengers Stage                  | Legends Stage         | Champions Stage |
| ELEAGUE Major 2018              | Atlanta, Boston | 12.-28. ledna 2018            | —                                  | —                     | —               |
| FACEIT Major 2018               | Londýn          | 5.-23. září 2018              | 1. místo                           | 9. místo              | —               |
| IEM Katowice 2019               | Katovice        | 20. února – 3. března 2019    | 6. místo                           | 6. místo              | Čtvrtfinále     |

#### 2012
- 1st SteelSeries GO, 2012
- 1st DreamHack Valencia, 2012
- 1st ESWC, 2012
- 1st DreamHack Winter, 2012
- 1st AMD Sapphire, 2012
- 1st THOR Open, 2012
- 1st NorthCon, 2012

#### 2013
- 1st Mad Catz CS:GO Invitational, 2013
- 1st TECHLABS Cup, 2013
- 1st Copenhagen Games, 2013
- 2nd SLTV StarSeries V finals, 2013
- 1st RaidCall EMS One Spring 2013 Finals, 2013
- 1st ESEA Invite Season 13 Finals, 2013
- 1st Svecup Västerås, 2013
- 1st Swedish Championship, 2013
- 1st DreamHack Summer, 2013
- 1st SLTV StarSeries VI finals, 2013
- 1st ESEA Invite Season 14 Finals, 2013
- 1st DreamHack Bucharest, 2013
- 3rd SLTV Starseries VII Finals, 2013
- 2nd RC EMS One Fall Finals, 2013
- 2nd Dreamhack Winter 2013
- 1st Fragbite Masters 2013

#### 2014
- 2nd EMS One Katowice 2014
- 1st Copenhagen Games 2014
- 2nd SLTV StarSeries IX
- 1st Mikz Challenge, 2014
- 1st DreamHack Summer, 2014
- 5th–6th ESEA Invite S16 Global Finals, 2014
- 1st IronGaming RTX, 2014
- 6th–8th Gfinity 3 LAN, 2014
- 1st ESL One Cologne 2014
- 2nd DreamHack Winter 2014

#### 2015
- 2nd MLG X Games Aspen, 2015
- 1st ASUS ROG Winter, 2015
- 2nd ESL One Katowice 2015
- 2nd Gfinity Spring Masters 1, 2015
- 2nd SLTV StarSeries XII Finals, 2015
- 3rd CS:GO Championship Series, 2015
- 2nd FACEIT League 2015 Stage 1 Finals, 2015
- 5th–6th Gfinity Spring Masters 2, 2015
- 3rd–4th DreamHack Summer 2015
- 1st ESPORT-SM CS:GO, 2015
- 2nd Gfinity Summer Masters I, 2015
- 5th–8th ESWC CS:GO, 2015
- 5th–6th FACEIT League 2015 Stage 2, 2015
- 5th–8th ESL One Cologne 2015
- 3rd–4th DreamHack Open Cluj-Napoca 2015
- 2nd Fragbite Masters Season 5, 2015

#### 2016
- 5th–8th MLG Columbus 2016
- 1st DreamHack Masters Malmö, 2016
- 3rd–4th ESL Pro League Season 3 Finals, 2016
- 2nd DreamHack Summer 2016
- 7th–8th Esports Championship Series Season 1 - Finals, 2016
- 9th–12th ESL One Cologne 2016
- 5th–8th ELEAGUE Season 1, 2016
- 1st SL i-League StarSeries Season 2 Finals, 2016
- 7th–8th EPICENTER: Moscow, 2016
- 3rd–4th ESL Pro League Season 4 Finals, 2016
- 1st IEM Oakland, 2016
- 12th–14th ELEAGUE Major Main Qualifier

#### 2017
- 5th–8th DreamHack Masters Las Vegas, 2017
- 5th–6th cs_summit Spring 2017
- 1st DreamHack Open Valencia 2017
- 1st IEM Oakland 2017

### League of Legends
- 1st Copenhagen Games 2014
- 1st DreamHack Summer 2014

### Dota 2
- 7th-8th i-League Season 2, 2015
- 3rd Star Ladder Star Series Season 11, 2015
- 1st Alienware Area 51 Dota 2, Cup 2015 [12]
- 3rd-4th Esportal Invitational 2, 2015
- 1st Esportal Invitational 3, 2015
- 1st Major All Stars Dota 2 Tournament, 2015
- 1st ESPORT-SM DOTA 2, 2015 [13]